# Всеобщие выборы в Гватемале (1970)
Всеобщие выборы в Гватемале прошли 1 марта 1970 года. На президентских выборах ни один из кандидатов не набрал более 50 % голосов избирателей, поэтому 21 марта президентом был избран Карлос Мануэль Арана Осорио по голосованию в Конгрессе. На парламентских выборах победу одержал альянс Движение национального освобождения-Институционно-демократическая партия, который получил 32 из 55 мест Конгресса. Явка избирателей составила 53,82 % на президентских и 53,26 % — на парламентских выборах.

## Результаты

### Президентские выборы
| Кандидат                           | Партия/Коалиция                       | Голосов избирателей | Голосов избирателей | Голосов депутатов | Голосов депутатов |
| Кандидат                           | Партия/Коалиция                       | Голоса              | %                   | Голоса            | %                 |
| ---------------------------------- | ------------------------------------- | ------------------- | ------------------- | ----------------- | ----------------- |
| Карлос Мануэль Арана Осорио        | ДНО-ИДП                               | 251 135             | 43,35               |                   |                   |
| Марио Фуэнтес Пьеруччини           | Революционная партия                  | 202 241             | 34,91               |                   |                   |
| Хорхе Лукас Кабальерос             | Гватемальская христианская демократия | 125 948             | 21,74               |                   |                   |
| Недействительных/пустых бюллетеней | Недействительных/пустых бюллетеней    | 61 360              | -                   |                   |                   |
| Всего                              | Всего                                 | 640 684             | 100                 |                   |                   |
| Источник: Nohlen                   |                                       |                     |                     |                   |                   |

### Парламентские выборы
| Партия/Коалиция                                                          | Голоса  | %     | Мест | +/-   |
| ------------------------------------------------------------------------ | ------- | ----- | ---- | ----- |
| Институционно-демократическая партия-Движение национального освобождения | 231 528 | 41,71 | 32   | +5    |
| Революционная партия                                                     | 201 119 | 36,24 | 19   | -10   |
| Гватемальская христианская демократия                                    | 122 379 | 22,05 | 4    | новая |
| Недействительных/пустых бюллетеней                                       | 78 953  | -     | -    | -     |
| Всего                                                                    | 633 979 | 53,26 | 55   | 0     |
| Источник: Nohlen                                                         |         |       |      |       |